# HIStory: Past, Present and Future, Book I
HIStory: Past, Present and Future, Book I (frequentemente chamado apenas de HIStory) é um álbum duplo do cantor norte-americano Michael Jackson, lançado em 20 de junho de 1995. O disco um consiste em um álbum de grande sucessos, HIStory Begins, enquanto o disco dois corresponde ao seu nono álbum de estúdio, HIStory Continues. HIStory Begins contém quinze dos seu maiores sucessos lançados entre 1979 e 1991 através da Epic Records. HIStory Continues apresenta material inédito escrito e produzido por Jackson e seus colaboradores. Foi o quinto álbum de Jackson lançado pela Epic Records e seu primeiro lançamento pela sua própria gravadora, MJJ Productions. O álbum inclui parcerias com Janet Jackson, Shaquille O'Neal, Slash e The Notorious B.I.G. Seus gêneros abrangem R&B, pop e hip hop com elementos de hard rock e funk rock. Os temas incluem consciência ambiental, isolamento, ganância, suicídio, injustiça e os conflitos de Jackson com a mídia.
Várias das novas canções do álbum referem-se às acusações de abuso sexual infantil feitas contra Jackson em 1993 e aos maus-tratos de Jackson pela mídia, principalmente pelos tabloides. HIStory Continues foi descrito como o álbum mais "pessoal" de Jackson. Sete singles foram produzidos, incluindo as canções de protesto "Earth Song" e "They Don't Care About Us", esta última suscitando acusações de antisemitismo; Jackson disse que a letra da música foi mal interpretada e incluiu uma versão editada em edições posteriores do álbum.
HIStory estreou na primeira posição da Billboard 200 e em outros dezenove países. "Scream", um dueto entre Jackson e sua irmã Janet, alcançou o top cinco da Billboard Hot 100. "You Are Not Alone" tornou-se a primeira canção na história a estrear no topo da Hot 100; foi também a última canção de Jackson a liderar a tabela estadunidense. HIStory Begins recebeu ampla aclamação, mas a resposta crítica ao novo material, HIStory Continues, foi mista. Jackson embarcou na HIStory World Tour, que foi sua terceira e última turnê como solista. A turnê arrecadou US$165 milhões (equivalente a US$313 milhões em 2023), tornando-se a turnê solo de maior bilheteria da década de 1990.
HIStory vendeu mais de 20 milhões de cópias mundialmente, configurando-se como um dos álbuns mais vendidos de todos os tempos. Em agosto de 2018, recebeu o certificado de 8× platina pela Recording Industry Association of America (RIAA). HIStory recebeu seis indicações ao Grammy Awards de 1996, incluindo sua terceira indicação ao prêmio de Álbum do Ano e sua vitória na categoria de Melhor Videoclipe – Formato Curto por "Scream". Jackson também venceu o prêmio de Artista Masculino Favorito de Pop/Rock no American Music Awards de 1996.

## Lançamento
O lançamento de HIStory foi antecedido e sucedido por muita polêmica. Desde a vinculação de um comercial de quatro minutos na televisão, em que Jackson liderava uma tropa de soldados; à capa do álbum, que ostentava a imagem de uma estátua em bronze do cantor como se representasse um semi-deus. Estátuas similares, mas de concreto, foram levantadas em algumas das principais capitais europeias, como Berlim e Londres.

## Divulgação
O álbum fazia parte de um dispendioso projeto de marketing desenvolvido pela Sony Music para restabelecer a influência de Jackson no mercado fonográfico depois do escândalo que desestruturou sua carreira em 1993. Foram gastos 30 milhões de dólares em publicidade e propaganda para o lançamento da coletânea em junho de 1995 e subsequente divulgação de cinco compactos. Foi a maior campanha de marketing já montada para promover um disco.
Para a maior promoção do álbum, Michael foi a diversos programas de televisão e premiações para apresentar seus singles recém-lançados:
- MTV: Video Music Awards (1995): medley dos maiores sucessos, incluindo Scream e You Are Not Alone;
- Wetten Dass (1995): Dangerous e Earth Song;
- Brit Awards (1996): Earth Song;
- World Music Awards (1996): Earth Song;

Entre outros.

## Músicas
Polêmica também nas letras das músicas inéditas. Em 1995, duas entidades de luta contra o preconceito racial advertiram sobre a existência de expressões potencialmente antissemitas na canção "They Don't Care About Us". A música foi regravada e retirada dela a palavra "jew", em português "judeu", que assume um segundo significado quando usada como gíria: "trapacear".
Este é considerado o mais pessoal dos álbuns de Jackson, já que em muitas letras notamos sua indignação com a mídia global:
- "Tabloid Junkie": no refrão Jackson diz: "Só porque você lê numa revista ou vê nas notícias não faz disso um fato real";
- "Childhood: Jackson explica suas "excentricidades" alegando que não teve uma infância normal, podemos notar isso em "Pessoas dizem que eu não estou bem porque eu amo algumas coisas excêntricas, mas tentem entender porque eu eu não conheci minha infância".
- "D.S.": Na letra, Jackson acusa uma personagem chamada Dom Sheldon de fazer parte da organização racista Ku Klux Klan. O nome é similar à do promotor de justiça Tom Sneddon, que encaminhou o processo de abuso sexual movido contra o astro em 1993 e que em 2003 fez provas falsas para tentar incriminar o cantor.
- "You Are Not Alone": Em sua luta pessoal contra a solidão, onde a faixa "You Are Not Alone", Michael diz, no refrão, o que sonhava ouvir: "You are not alone / I am here with you", ou em português: "Você não está sozinho / Eu estou aqui com você".

## Capa e encarte
A capa do álbum foi considerada a mais cara da história (estima-se USS 6 Milhões). O encarte que acompanha o CD duplo traz depoimentos de Elizabeth Taylor, Steven Spielberg e Jaqueline Kennedy Onassis, e é composto por 48 páginas.

## O Título
O título do HIStory: Past, Present and Future, Book I, refere-se ao objetivo da produção: Como uma semi-coletânea, que traz 15 dos maiores sucessos de Michael — daí o nome HIStory (em português:  História), num trocadilho com a palavra em inglês "His" (Dele, em português), formando assim o título HIStory, que quer dizer, literalmente, "Sua História" —, com 15 novos sucessos — assim o subtítulo: Past, Present and Future, Book I (em português: Passado, Presente e Futuro, Livro I) — mostrando que Michael é o Rei do Pop do passado, presente e do futuro.

## Faixas

### HIStory Begins- Disco 1
| N.º | Título                                              | Compositor(es)                                   | Duração |  |
| 1.  | "Billie Jean"                                       | Michael Jackson                                  | 4:54    |  |
| 2.  | "The Way You Make Me Feel"                          | Michael Jackson                                  | 5:00    |  |
| 3.  | "Black or White"                                    | Michael Jackson; letras de rap por Bill Bottrell | 4:15    |  |
| 4.  | "Rock with You"                                     | Rod Temperton                                    | 3:40    |  |
| 5.  | "She's Out of My Life"                              | Tom Bahler                                       | 3:38    |  |
| 6.  | "Bad"                                               | Michael Jackson                                  | 4:07    |  |
| 7.  | "I Just Can't Stop Loving You" (com Siedah Garrett) | Michael Jackson                                  | 4:12    |  |
| 8.  | "Man in the Mirror"                                 | Siedah Garrett, Glen Ballard                     | 5:20    |  |
| 9.  | "Thriller"                                          | Rod Temperton                                    | 6:00    |  |
| 10. | "Beat It"                                           | Michael Jackson                                  | 4:18    |  |
| 11. | "The Girl Is Mine" (com Paul McCartney)             | Michael Jackson                                  | 3:41    |  |
| 12. | "Remember the Time"                                 | Michael Jackson, Bernard Belle, Teddy Riley      | 4:00    |  |
| 13. | "Don't Stop 'Til You Get Enough"                    | Michael Jackson                                  | 6:04    |  |
| 14. | "Wanna Be Startin' Somethin'"                       | Michael Jackson                                  | 6:05    |  |
| 15. | "Heal the World"                                    | Michael Jackson                                  | 6:25    |  |

### HIStory Continues- Disco 2
| N.º | Título                                        | Compositor(es)                                                | Duração |  |
| 1.  | "Scream" (com Janet Jackson)                  | Michael Jackson, Janet Jackson, James Harris III, Terry Lewis | 4:38    |  |
| 2.  | "They Don't Care About Us" (featuring Olodum) | Michael Jackson                                               | 4:44    |  |
| 3.  | "Stranger in Moscow"                          | Michael Jackson                                               | 5:44    |  |
| 4.  | "This Time Around" (com The Notorious B.I.G.) | Michael Jackson, Dallas Austin, Bruce Swedien, Rene Moore     | 4:20    |  |
| 5.  | "Earth Song"                                  | Michael Jackson                                               | 6:47    |  |
| 6.  | "D.S." (featuring Slash)                      | Michael Jackson                                               | 4:50    |  |
| 7.  | "Money"                                       | Michael Jackson                                               | 4:41    |  |
| 8.  | "Come Together"                               | John Lennon, Paul McCartney                                   | 4:02    |  |
| 9.  | "You Are Not Alone"                           | R. Kelly                                                      | 5:45    |  |
| 10. | "Childhood" (Tema de Free Willy 2)            | Michael Jackson                                               | 4:28    |  |
| 11. | "Tabloid Junkie"                              | Michael Jackson, James Harris III, Terry Lewis                | 4:32    |  |
| 12. | "2 Bad" (com Shaquille O'Neal)                | Michael Jackson, Bruce Swedien, René Moore, Dallas Austin     | 4:49    |  |
| 13. | "HIStory"                                     | Michael Jackson, James Harris III, Terry Lewis                | 6:37    |  |
| 14. | "Little Susie"                                | Michael Jackson                                               | 6:13    |  |
| 15. | "Smile"                                       | Charlie Chaplin, John Turner, Geoffrey Parsons                | 4:56    |  |

## Músicas Arquivadas
- "Bassouille" (Michael Jackson/Bruce Swedien)
- "Doing Dirty" (Michael Jackson/Marlon Jackson)
- "Dreams" (Michael Jackson)
- "Faces" (Michael Jackson)
- "Fanfare Transition" (Michael Jackson)
- "Fear" (Michael Jackson)
- "Ghosts"* (Michael Jackson/Teddy Riley)
- "In the Back" (Michael Jackson) - Lançada em 2004 na coletânea The Ultimate Collection.
- "Is It Scary"* (Michael Jackson/Jimmy Jam/Terry Lewis)
- "Joy" (Michael Jackson/Teddy Riley)
- "Lonely Man" (Michael Jackson)
- "MJ Melody" (Michael Jackson)
- "Morphine"* (Michael Jackson)
- "Peter Pan" (Michael Jackson)
- "Why" (Michael Jackson/Babyface) - Faixa cedida por Jackson aos seus sobrinhos 3T que estavam se lançando na música na época, nessa versão Michael aparece como participação.
- "Willing and Waiting" (Michael Jackson/Babyface)

(*) Canções incluídas no tracklist do álbum remix Blood on the Dance Floor: HIStory in the Mix, de 1997, que só não entraram no tracklist final de HIStory por serem canções, que, liricamente, seguem uma linha diferente da do álbum.

## Estilo
Em HIStory Continues encontramos diversos estilos: dando continuidade ao estilo criado em seu álbum anterior, Dangerous, muitas músicas são classificadas como new jack swing, mas ainda há presença de R&B, pop, dance, dance-pop, urban, pop-rock, hip hop e funk e pela primeira vez em um álbum seu, Michael assume sua paixão por música clássica, como podemos ver na canção "Little Susie", "Childhood" e em "Smile" (música que em seu funeral Brooke Shields declara como era sua preferida).

## Singles
No total foram lançados 5 singles oficiais para a promoção do álbum:
- "Scream/Childhood": "Scream", canção com a participação da irmã mais nova de Michael, a cantora Janet Jackson, obteve um rendimento satisfatório. Sua posição máxima na Billboard Hot 100 foi 5.º lugar. Seu videoclipe, o mais caro da história, com um custo de 7 milhões de dolares, estreou no dia 14 de junho de 1995 quando ele concedeu uma entrevista à jornalista Diane Sawyer com uma audiência de mais de 63 milhões de norte-americanos. Childhood, a trilha sonora do Free Willy 2, foi lançada como lado B de "Scream" e CD-promocional teve poucas cópias comercializadas e a sua difusão nas rádios do mundo foi fraca, quanto a recepção dos críticos: mista. "Scream/Childhood" vendeu 2 milhões de cópias mundialmente.
- "You Are Not Alone": Lançada em agosto de 1995, pode ser considerada a música de maior sucesso do álbum, já que tal música foi a 1.ª na história da música a estrear em 1.º lugar na Billboard Hot 100 e foi um estouro mundial. O videoclipe foi gravado em um teatro na cidade de Nova York com a participação de sua então esposa, Lisa Marie Presley. O single vendeu, mundialmente, 1.5 milhões de cópias.
- "Earth Song": lançado como 3.º single da Era HIStory, "Earth Song" dá continuidade ao trabalho de Michael de lançar canções com mensagens sociais como "We are the World", "Man in the Mirror" e "Heal The World". Tal canção só foi lançada na Europa e por lá é o maior sucesso comercial de sua carreira, superando até mesmo seus mega-hits "Billie Jean", "Beat It" e "Black or White". O videoclipe se passa em 4 lugares diferentes do Planeta: Na Floresta Amazônica, com nativos da região, em uma zona de guerra na Croácia, com os moradores da área, na Tanzânia, que incorporou as cenas da caça ilegal de Elefantes com suas presas de marfim arrancadas - e, por fim, em Warwick, nos EUA, onde um incêndio florestal foi simulado em um campo de milho (onde Jackson aparece). Um dos mais belos vídeo clipes da carreira do cantor, "Earth Song" foi transmitido mundialmente (exceto para os Estados Unidos).
- "They Don't Care About Us": Lançada mundialmente em Abril de 1996, a música obteve grande sucesso mundialmente, principalmente na Europa. Em toda carreira de Michael, tal música é a única que foi censurada por sua letra e a única a obter dois videoclipes: o exibido na América do Norte e na Europa se passa numa cadeia onde os presos começam uma rebeldia por causa da música que o guarda, Michael, está cantando, que fala sobre o domínio das autoridades políticas e militares na vida das pessoas, e que essas mesmas autoridades não se importam com as pessoas negras ou pobres, e que às tratam como lixo. E o exibido no resto do mundo se passa em uma favela no Rio de Janeiro e e no Pelourinho em Salvador. Neste último há a participação do grupo brasileiro Olodum. Mundialmente, segundo estimativas da Sony, "They Don't Care About Us" vendeu 2 milhões de cópias (2010);
- "Stranger in Moscow": Lançada em Novembro de 1996 e em Agosto de 1997 nos EUA, em muitos países europeus chegou ao Top 10. A música fala sobre um homem amado por 1/2 do mundo e odiado pelo outro 1/2. Ele vive em Moscou, onde não é notado porque alegou que Moscou é uma cidade onde mesmo estando no meio da rua, ainda está sozinho. Ele se trata na música como um estranho em Moscou. O videoclipe é em preto e branco e diferencia as pessoas calmas das pessoas apressadas do mundo.

Também foram lançados 2 singles promocionais, isto é, apenas para as rádios:
- This Time Around: Seria lançada como 4.º single oficial de HIStory em dezembro de 1995. Este single ajudaria também a divulgar um show chamado One Night Only que seria transmitido pela HBO, que mais tarde foi cancelado quando Jackson entrou em colapso por exaustão durante um ensaio. Os planos para "This Time Around" depois da baixa de Michael foi para o ralo e a canção só seria lançada agora como um single promocional nos Estados Unidos apenas, com uma edição de rádio e uma penca de remixes. "This Time Around" alcançou a posição #23 na Billboard Hot R&B/Hip-Hop Songs Chart.
- "Smile": Tal canção seria o último single de HIStory, mas foi cancelado depois de se constatar que não se tratava de uma música de muito sucesso. Foram impressos pequenos lotes que na época deveriam ter sido lançados (que, hoje, são considerados peças de colecionador).

## HIStory World Tour
Em setembro de 1996, Jackson deu início à turnê promocional do álbum HIStory com um show de lotação esgotada na cidade de Praga, na República Checa, para mais de 130 mil pessoas. Ao término dos concertos, mais de um ano depois, Jackson tinha levado 4.5 milhões de pessoas aos estádios de 56 cidades, em 35 países diferentes. Com isso, a turnê estabelecia um novo recorde mundial de público, antes pertencente à turnê anterior de Michael, a Dangerous World Tour, iniciada em 1992, fazendo desta turnê a de maior arrecadação por um artista masculino solo em todos os tempos.
Durante o espetáculo, Michael cantava oito canções inéditas do álbum HIStory, como "You Are Not Alone", "Earth Song", "They Don't Care About us", "Stranger in Moscow", "D.S.", "Come Together", "HIStory" e uma versão solo de "Scream", que abria os concertos. A canção "In The Closet", do álbum Dangerous, de 1991, também eram apresentadas ao vivo pela primeira vez. Os shows eram os mais longos da carreira de Jackson e incluíam canções de todos os álbuns solo lançados por Michael pela Sony Music.
Faziam parte do repertório as canções "Rock with You", "Off the Wall" e "Don't Stop 'Til You Get Enough", do álbum Off the Wall (1979); "Billie Jean", "Thriller", "Wanna Be Startin' Somethin" e "Beat It", de Thriller (1982); "The Way You Make Me Feel" e "Smooth Criminal", de Bad (1987); e as mais recentes "Black or White", "Heal the World" e "Dangerous" (esta última em uma versão menor) de Dangerous (1991). Três canções do Jackson 5 também faziam parte do concerto: "I Want You Back" (1969), "The Love You Save" (1970) e "I'll Be There" (1970). A Canção "Blood On The Dance Floor" foi adicionada na segunda metade da turnê e apresentada nos concertos na Europa, devido ao grande sucesso da canção no continente.

## Prêmios
- 1995 Billboard Music Video Awards:

1. Pop/Rock Vídeo do Ano ("Scream")
2. Prêmio Especial por Mérito ("You Are Not Alone")

- 1995 MTV Video Music Award

1. Vídeo Dance do Ano ("Scream")
2. Melhor Coreografia ("Scream")
3. Direção de Arte ("Scream")

- 1996 American Music Awards

1. Cantor Pop/Rock do Ano

- 1996 Grammy Awards

1. Melhor Videoclipe ("Scream")

- 1996 World Music Awards

1. Cantor do Ano
2. Cantor Americano do Ano
3. Cantor R&B do Ano
4. Prêmio Especial por Mérito (Thriller)
5. Prêmio Especial por Mérito (Michael Jackson)

## Desempenho comercial
HIStory chegou à primeira posição na lista dos mais vendidos em 19 países (perdendo apenas para Dangerous, que chegou a #1 em 23 países ao redor do mundo), e interessou mais de 35 milhões de pessoas no mundo, que adquiriram uma cópia do álbum, tornando-se o álbum duplo mais vendido de todos os tempos. "Scream", um dueto de Jackson com a irmã Janet, foi escolhido como primeiro compacto promocional da semi-coletânea, em maio de 1995. Um videoclipe orçado em 7 milhões de dólares foi produzido para acompanhar a canção. Nos Estados Unidos, "Scream" estreou em quinto lugar na Billboard quebrando um recorde de 37 anos, dos Beatles. O compacto tinha como lado-b a faixa "Childhood", tema do filme "Free Willy II".
O recorde foi superado mais uma vez por Michael Jackson três meses depois quando "You Are Not Alone" estreou na primeira posição, um feito inédito que seria igualado raras vezes no futuro. O terceiro compacto de HIStory, "Earth Song", tornou-se o maior sucesso do álbum na Europa. A canção não chegou às rádios nos Estados Unidos. "Earth Song" também se firmou como a música de maior sucesso da carreira de Jackson na Alemanha, Reino Unido, Suíça e Dinamarca.
HIStory conquistou a primeira posição entre os mais vendidos em 19 países - a maioria deles europeus. Na Dinamarca, Suíça, Países Baixos e Bélgica a semi-coletânea é o álbum mais vendido de Jackson.

## Desempenho nas paradas
| Paradas (1995/1996/2009)        | Melhor Posição |
| ------------------------------- | -------------- |
| Australian ARIA Albums Charts   | 1              |
| Austrian Top 40                 | 2              |
| Belgian Albums Chart (Flanders) | 1              |
| Belgian Albums Chart (Wallonia) | 1              |
| Brazilian Top 10 CD             | 1              |
| Canadian Albums Chart           | 1              |
| Chilean APF Albums Chart        | 1              |
| Czech Albums Chart              | 13             |
| Finnish Albums Chart            | 3              |
| French Albums Chart             | 1              |
| Italian FIMI Albums Chart       | 1              |
| Mexican Albums Chart            | 9              |
| Netherlands MegaCharts          | 1              |
| New Zealand Albums Chart        | 1              |
| Norwegian Albums Chart          | 1              |
| Spanish Albums Chart            | 2              |
| Swedish Albums Chart            | 3              |
| Swiss Albums Top 100            | 1              |
| UK Albums Chart                 | 1              |
| US Billboard 200                | 1              |
| US Top R&B/Hip-Hop Albums       | 1              |